# Dysk z Fajstos

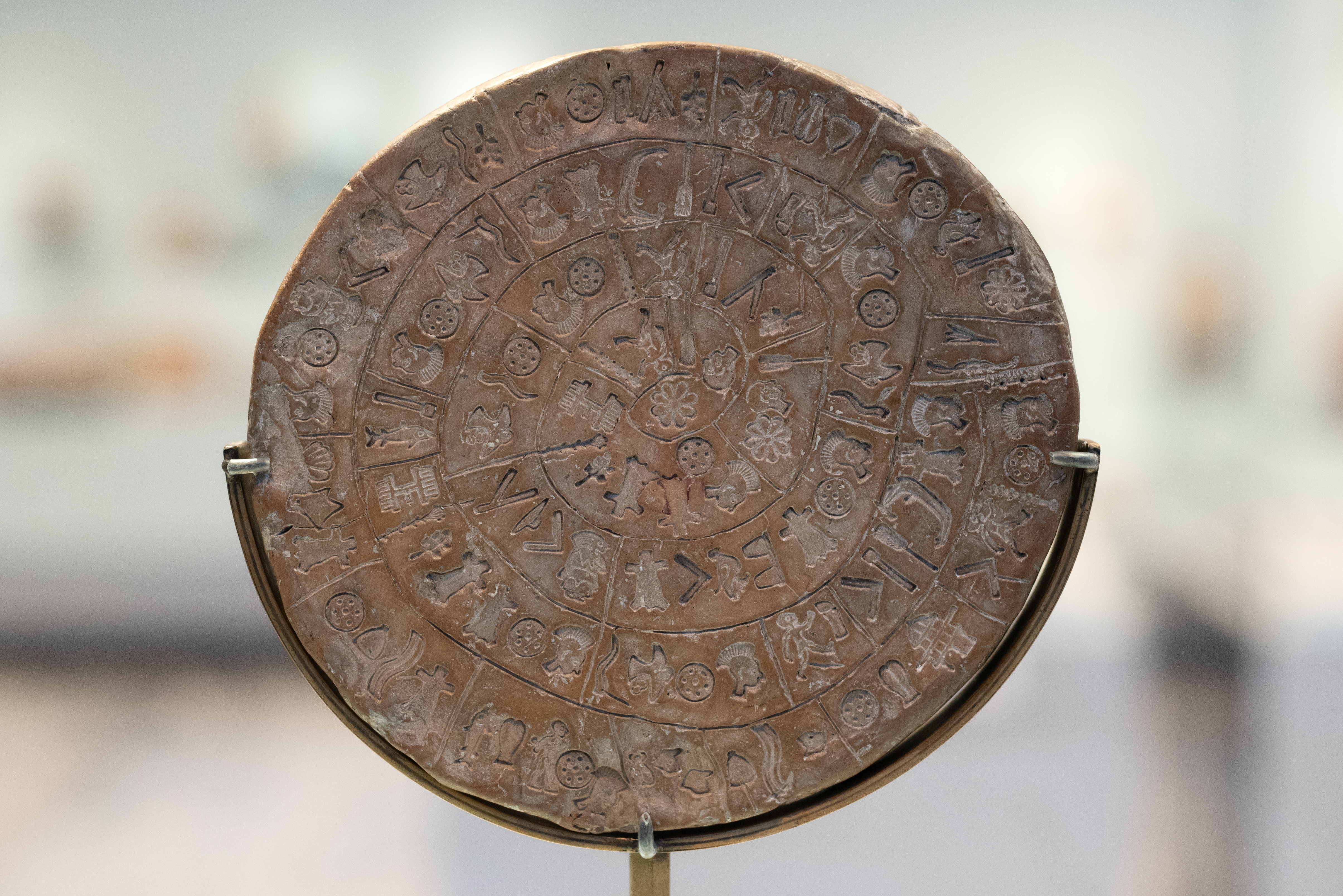
Strona A dysku

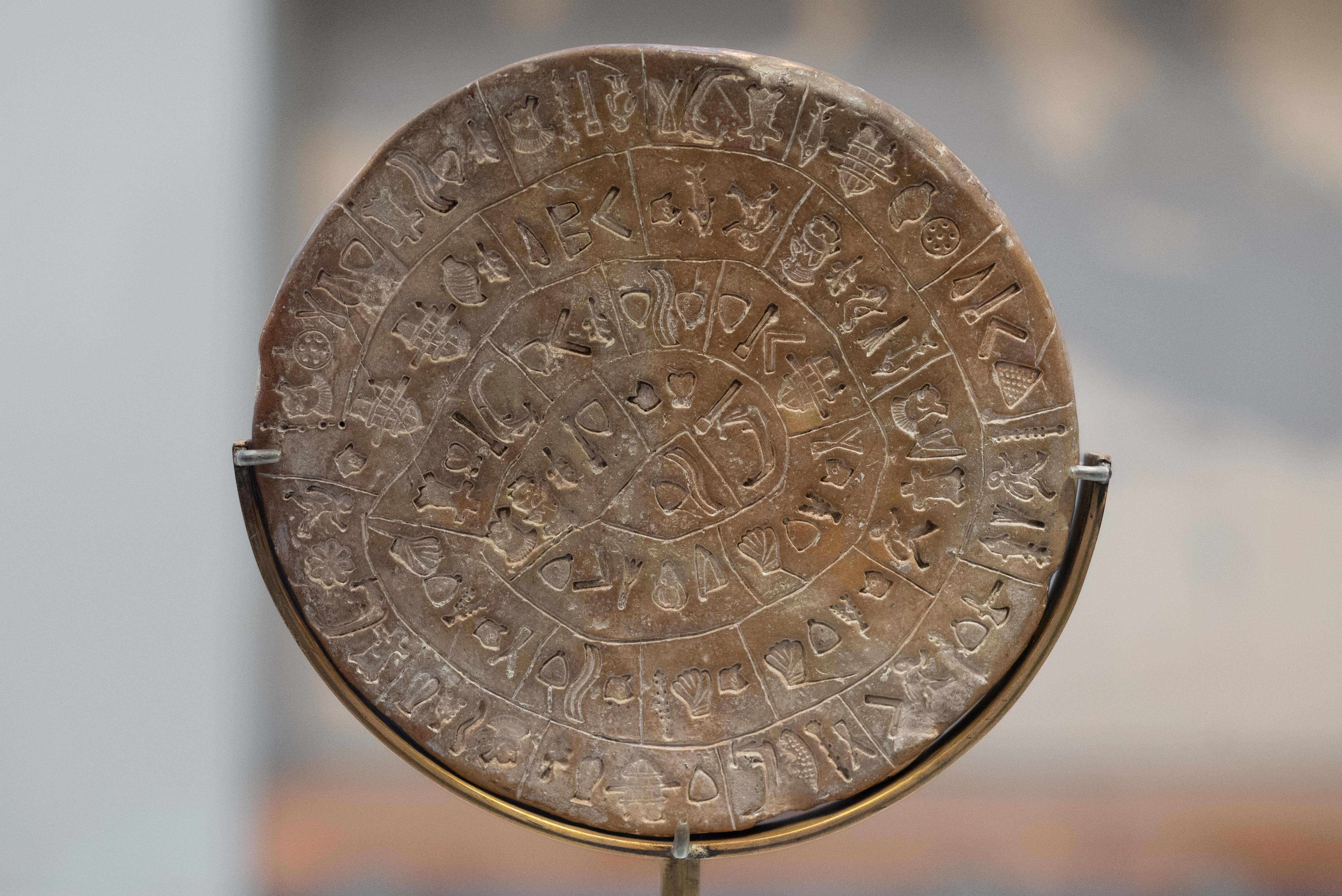
Strona B dysku

Dysk z Fajstos – gliniany dysk o średnicy około 16 cm i grubości około 1,2 cm, datowany na okres między 1650 a 1600 rokiem p.n.e. Odnaleziony został w 1908 roku w ruinach pałacu z czasów kultury minojskiej w Fajstos przez włoskiego archeologa Luigi Perniera. Obecnie jest eksponowany w Muzeum Archeologicznym w Heraklionie.
Dysk pokryty jest obustronnie ciągiem napisów w postaci ideogramów, spiralnie odchodzących ze środka ku obrzeżu dysku. Spośród 241 odciśniętych stemplem symboli rozróżniono 45 różnych znaków, przedstawiających głowy ludzkie, naczynia, narzędzia, okręty. Linie dzielą dysk na 31 sekcji na stronie A i na 30 na stronie B, z których każda składa się od trzech do pięciu znaków.
Symbole te przypominają pismo linearne A. Jedna z hipotez głosi, że napis jest w języku greckim.
Wielokrotnie podejmowano próby odcyfrowania dysku. M.in. w 1931 F.G. Gordon uznał, że tekst ten brzmi:
„pan kroczący na skrzydłach po spokojnej ścieżce, gwiazd pogromca, spieniona zatoka, pogromca małych rekinów na pełzającym kwiecie; pan, pogromca końskiej skóry (lub powierzchnię skały), pies wspinający się po ścieżce, pies przechylający łapą dzbany z wodą, wdrapujący się po krętej ścieżce, wysuszający bukłak...”
W 1948 grecki uczony K.D. Ktistopoulos ogłosił swoją wersję:
Pan Najwyższy – bóstwo, tronów mocarnych gwiazda,
Pan Najwyższy – słów pociechy delikatność,
Pan Najwyższy – proroctw dawca,
Pan Najwyższy – jaj białko.
Jedną z prób podjął Benon Szałek, wysuwając przypuszczenie, że napis rozpoczyna się na brzegu krążka i biegnie spiralnie ku środkowi. Uznał ponadto, że dysk został zapisany w archaicznym języku greckim, a jego treścią jest modlitwa.
W 2008 roku amerykański historyk sztuki dr Jerome Martin Eisenberg ogłosił, że dysk z Fajstos to fałszerstwo. Na łamach czasopisma „Minerva” opublikował artykuł, w którym stwierdził, że dysk z Fajstos to oszustwo archeologa, który go odnalazł. Zdaniem Eisenberga znaki na dysku są chaotyczne i niejednorodne, a Luigi Pernier dokonał tego fałszerstwa, ponieważ chciał zdobyć sławę. 

## Tekst
| (A1)  | (A2)  | (A3)  | (A4)     |
| (A5)  | (A6)  | (A7)  | (A8) [.] |
| (A9)  | (A10) | (A11) | (A12)    |
| (A13) | (A14) | (A15) | (A16)    |
| (A17) | (A18) | (A19) | (A20)    |
| (A21) | (A22) | (A23) | (A24)    |
| (A25) | (A26) | (A27) | (A28)    |
| (A29) | (A30) | (A31) |          |
| (B1)  | (B2)  | (B3)  | (B4)     |
| (B5)  | (B6)  | (B7)  | (B8)     |
| (B9)  | (B10) | (B11) | (B12)    |
| (B13) | (B14) | (B15) | (B16)    |
| (B17) | (B18) | (B19) | (B20)    |
| (B21) | (B22) | (B23) | (B24)    |
| (B25) | (B26) | (B27) | (B28)    |
| (B29) | (B30) |       |          |